# Leighton Meester
Leighton Meester (Marco Island (Florida), 9 april 1986) is een Amerikaans actrice en zangeres. Ze is vooral bekend door haar rol als Blair Waldorf in de tienerdramaserie Gossip Girl. Ook verscheen ze in The Roommate (2011) en de romantische komedie Monte Carlo (2011).

## Levensloop
Leighton Marissa Meester werd geboren op 9 april 1986 in Marco Island, Florida, waar ze het grootste deel van haar kindertijd doorbracht. Toen ze 13 jaar was, verhuisde ze met haar moeder naar New York. Al snel begon ze te werken als model voor onder anderen Ralph Lauren. Ook verscheen ze in een aantal tv-reclamespotjes, waaronder Clearasil. Een paar jaar later verhuisde Leighton naar Los Angeles om een acteercarrière na te streven.

## Carrière
Meester maakte haar debuut in 1999 op 13-jarige leeftijd, toen ze in een aflevering van Law & Order te zien was. Na nog gastrollen te hebben gehad in onder andere Crossing Jordan, 7th Heaven, Entourage, 24, 8 Simple Rules, Veronica Mars, CSI: Miami, House M.D. en Shark, belandde Meester in 2005 in de televisieserie Surface. De serie eindigde in 2006. In 2007 werd Meester gecast als Blair Waldorf in de tienerdramaserie Gossip Girl, de rol die haar het bekendst heeft gemaakt. Haar rol was de meest geprezen van de serie.
Leighton Meester werkt ook aan een zangcarrière. In de film Drive-Thru zong ze het nummer "Inside the Black", en ook coverde ze het nummer "Bette Davis Eyes" van Kim Carnes. Voor de film Country Strong coverde ze het nummer "A Little Bit Stronger" van Sara Evans. Ze heeft eerder gewerkt aan haar geplande debuutalbum, waarvan al twee singles waren uitgekomen, namelijk "Somebody to Love" en "Your Love's a Drug". Het album werd verwacht in de zomer van 2011, maar Meester kreeg problemen met haar label en uiteindelijk ging de deal niet door. In 2009 kwam het nummer "Good Girls Go Bad" uit, een samenwerking met Cobra Starship. Ook coverde ze het nummer "Christmas (Baby Please Come Home)" voor het album A Very Special Christmas 7. Na zich een poos niet meer met muziek te hebben beziggehouden, sloot Meester een contract met een ander platenlabel. Hier begon ze opnieuw aan een debuutalbum. Het album kwam uit op 28 oktober 2014 en de eerste single "Heartstrings" verscheen op 9 september.
In oktober 2013 kondigde het Franse gezichtsverzorgingsbedrijf Biotherm aan dat Meester hun nieuwe ambassadeur zou worden. In 2015 verscheen zij in advertenties voor Jimmy Choo.

## Persoonlijk leven
Meester had van 2008 tot 2010 een relatie met Sebastian Stan. In 2012 ontmoette ze Adam Brody op de set van The Oranges. In november 2013 werd bekend dat Meester en Brody verloofd waren. Op 15 februari 2014 trouwden ze in het geheim en 4 augustus 2015 beviel Meester van haar eerste kind, dochter Arlo Day (Brody).

## Discografie

### Singles
| Single met eventuele hitnotering(en) in de Nederlandse Top 40 | Datum van verschijnen | Datum van binnenkomst | Hoogste positie | Aantal weken | Opmerkingen                      |
| ------------------------------------------------------------- | --------------------- | --------------------- | --------------- | ------------ | -------------------------------- |
| Good girls go bad                                             | 2009                  | 05-09-2009            | 19              | 8            | met Cobra Starship / Alarmschijf |

| Single met hitnotering(en) in de Vlaamse Ultratop 50 | Datum van verschijnen | Datum van binnenkomst | Hoogste positie | Aantal weken | Opmerkingen        |
| ---------------------------------------------------- | --------------------- | --------------------- | --------------- | ------------ | ------------------ |
| Good girls go bad                                    | 2009                  | 26-09-2009            | tip5*           |              | met Cobra Starship |
| Somebody to Love                                     | 2009                  | 21-12-2010            | tip 21*         |              | met Robin Thicke   |
| Your Love's a Drug                                   | 2011                  | 05-07-2011            |                 |              |                    |